# 야바가와촌
야바가와촌(일본어: 矢場川村)은 일본 군마현의 동부 야마다군에 설치되었던 촌이다.